# Bătălia de la Cravant
Bătălia de la Cravant (în engleză Battle of Cravant, în franceză Bataille de Cravant) a fost o importantă bătălie Războiului de 100 de Ani, care a avut loc pe 31 iulie 1423 între forțele anglo-burgunde pe de-o parte și cele franco-scoțiene pe de altă parte. Bătălia este considerată drept una dintre cele mai mari realizări ale aliaților englezi și burgunzi.

## Context
Capturarea și menținerea Cravant-ului era vital necesară Angliei, pentru consolidarea influenței în nord-estul Franței, care, și așa era precară. Cravant și alte orașe din zonă, astfel cum era scris în cronicile timpului, „țineau parte Regelui”, precum și mereu amenințatei capitale. Această amenințare a fost doar parțial corectată prin capturarea Meaux-ului și a comitatului Meulan, dar întreruptă prin victoria burgunzilor la Mont-en-Vimeu.
La rândul său, Ioan al VII-lea de Harcourt, contele de Aumale, a continuat rezistența în Picardia, detașamente ale Delfinului (moștenitorului tronului Franței) au reușit să captureze Compiègne, deci victoria engleză nu a fost absolută.
În primăvara anului 1423 ducele de Bedford i-a invitat la o reuniune la Amiens pe ducii de Burgundia și Bretania, pentru a dezvolta un plan comun de război împotriva Franței. Acordul a fost atins, ambii duci recunoscând regentul englez drept „regent al Franței”. Au fost discutate condițiile în care aliații trebuiau să se ajute reciproc. Simțindu-se mai încrezători, englezii erau gata pentru a continua expansiunea.

## Desfășurare
În data de 31 iulie, pe la aprox. ora 10, englezii au părăsit Vinsele și au continuat să se miște într-o direcție diferită, alegând abordarea cea mai convenabilă spre oraș. Potrivit "Cronicii lui Enguerrand de Monstrelet" pozițiile franceze erau situate "pe un deal", la 2,5 km de oraș. Unii cercetători moderni asociază acest "deal", cu o creastă destul de mare, pe malul estic în aval de râul Yonne. Aceasta creastă era întreruptă de un defileu îngust, în stânga fiind o zonă inundabilă. Probabil anume în aceste locuri erau poziționați francezii, blocând de aici calea trupelor engleze. De aceea ducele de Salisbury a decis în Vinsele să treacă pe malul vestic al râului și să continue să avanseze în sud, în scopul de a alege cea mai bună poziție pentru luptă.
Trupele franceze se deplasau paralel cu cele engleze pe partea opusă a râului. Armatele s-au întâlnit pe un pod îngust, apărat de francezi și scoțieni. Staționând aproape de acesta, Salisbury și-a așezat armata în linie de luptă. Englezii s-au poziționat de-a lungul râului, iar cavaleria a fost plasată în spate. Comanda flancului drept a preluat-o lordul Willoughby, cel stâng, Salisbury. Înaintea luptei au fost înnobilați Guillaume de Vienne, Ioan de Saint-Georges, Filip de Auxey, seniorul de Trenaunay și alții. Potrivit cronicilor înregistrare, numai Salisbury singur numai a ridicat în rang de cavaler cel puțin 80 de ostași. În locul în care armata engleză a oprit, adâncimea râului era mică. Apa ajungea la talie, râul având o lățime de 15 de metri, precum și un curs rapid.
Timp de trei ore armatele au rămas nemișcate pe maluri opuse ale râului, după care Salisbury strigând "Sfântul Gheorghe!" a poruncit avansarea. În urma lui Salisbury s-a grăbit restul armatei, astfel încât "inamicul a văzut pe malul opus al râului aproximativ 1.500 de ostași, sau mai mult ... decât săbiile și sulițe lor". În același timp, arcașii englezi nu au permis francezilor să prevină trecerea râului. Potrivit "Cartei de trădări și insulte aduse Franței, de casa Burgundiei" în timpul trecerii britanicilor a râul scoțienii au deschis focul copleșindu-i cu săgeți, după care tunarii burgunzi au deschis ca răspuns focul, provocând victime numeroase în rândul scoțienilor. Englezii, sub comanda lordului Willoughby au încercat să rupă apărarea scoțienilor, baricadați pe pod, atacul eșuând
. Până în momentul în care englezii au ajuns pe țărmul opus, unde s-a dat o luptă feroce corp-la-corp, în acțiune intrând săbiile și topoarele.
Inițial, niciuna dintre părți nu putea obține un avantaj decisiv. În această situație, comandantul cetății seniorul de Châtelus a ordonat deschiderea porții, și soldații, care se aflau în garnizoană Cravant-ului, au lovit în spatele asediatorilor. Prinși într-o menghină între englezi și oraș, francezii s-au retras, iar primii care au lăsat câmpul de luptă au fost mercenarii spanioli, lombarzi și gasconi. Autorul anonim al "Cronicii unei Virgine", de asemenea, a remarcat faptul că "mareșalul Severac, messire-ul Robert de Leer și alții au fugit rușinos în detrimentul mare al regelui francez, ne rămânând pe câmpul luptei și făcându-și datoria, așa cum era foarte probabil, că ce s-a întors împotriva noastră putea fi într-un mod diferit". Scoțienii, care apărau încă podul, refuzau cu încăpățânare să se retragă și au suferit cele mai grele pierderi.
Detașamentul căpitanului Perrine Grasse  a mai urmărit fugarii ceva timp, provocând daune suplimentare în timp ce armata engleză a intrat în Cravant.

## Vezi și
- Lista bătăliilor din Războiul de 100 de Ani